# WING (파스포☆의 노래)
WING은 2012년 10월 3일에 발매된 파스포☆의 메이저 데뷔 6번째 싱글이다.

## 수록곡
퍼스트 클래스반
1. WING [4:02]
2. ダムダムフリーダム [3:36]
3. WING（Instrumental）
4. ダムダムフリーダム（Instrumental）

- DVD WING（Music Video）

이코노미 클래스반
1. WING
2. ダムダムフリーダム
3. WING（Instrumental）
4. ダムダムフリーダム（Instrumental）

기내서비스반
1. WING
2. 2DAYS
3. WING (Instrumental)
4. 2DAYS（Instrumental）

특별 전세기 라이브 티켓 첨부 CD
1. WING